# Nachal Slav
Nachal Slav (hebrejsky: נחל שלו) je vádí v severním Izraeli.
Začíná v nadmořské výšce necelých 300 metrů na okraji vysočiny Ramat Menaše, na západních svazích vrchu Giv'at Jošijahu, jižně od vesnice Midrach Oz. Vede pak k severu, přičemž klesá po zalesněných svazích do zemědělsky využívaného Jizre'elského údolí, do kterého vstupuje ve vesnici Midrach Oz. Zde zleva ústí do vádí Nachal Megido.